# 湯汝梅

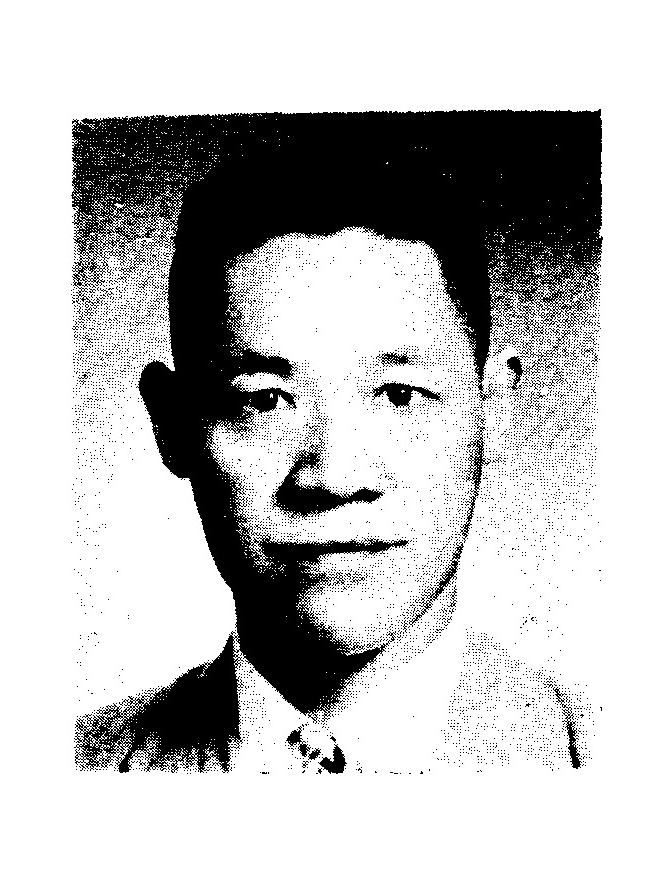
湯汝梅近照

汤汝梅（1898年—1962年11月5日）别号严明，湖北孝感人。中华民国政治人物。

## 生平
汤汝梅生于1898年（清光绪二十四年）。毕业于武昌商科大学、中华大学。历任应城、汉阳、孝感县税务局局长，浠水县田赋粮食管理处处长，蕲春县县长。1947年3月，任国民政府立法院第四届立法委员。1948年3月当选行宪第一届立法院立法委员，并派为行宪第一届立法院集会筹备处委员。后来赴台湾，仍任立法院立法委员。
1962年11月5日，汤汝梅病逝。